# حسینیه محبان الزهرا
حسینیه محبان الزهرا مربوط به دوره قاجار است و در بیرجند، شرق محله چهاردرخت، کوچه کلو جنب واقع شده و این اثر در تاریخ ۲۲ تیر ۱۳۷۹ با شمارهٔ ثبت ۲۷۵۸ به‌عنوان یکی از آثار ملی ایران به ثبت رسیده است.